# Revolverheld (Band)/Diskografie
Diese Diskografie ist eine Übersicht über die musikalischen Werke der deutschen Pop-Rock-Band Revolverheld. Den Quellenangaben und Schallplattenauszeichnungen zufolge hat sie bisher mehr als zwei Millionen Tonträger verkauft. Ihre erfolgreichste Veröffentlichung ist die Single Ich lass für dich das Licht an mit über 310.000 verkauften Einheiten.

## Alben

### Studioalben
| Jahr | Titel Musiklabel                          | Höchstplatzierung, Gesamtwochen, AuszeichnungChartplatzierungen (Jahr, Titel, Musiklabel, Platzierungen, Wochen, Auszeichnungen, Anmerkungen) | Höchstplatzierung, Gesamtwochen, AuszeichnungChartplatzierungen (Jahr, Titel, Musiklabel, Platzierungen, Wochen, Auszeichnungen, Anmerkungen) | Höchstplatzierung, Gesamtwochen, AuszeichnungChartplatzierungen (Jahr, Titel, Musiklabel, Platzierungen, Wochen, Auszeichnungen, Anmerkungen) | Anmerkungen                                                  |
| Jahr | Titel Musiklabel                          | DE | AT | CH | Anmerkungen                                                  |
| ---- | ----------------------------------------- | --- | --- | --- | ------------------------------------------------------------ |
| 2005 | Revolverheld Columbia Records (Sony BMG)  | DE7 Platin · (42 Wo.)DE | AT27 (19 Wo.)AT | — | Erstveröffentlichung: 23. September 2005 Verkäufe: + 200.000 |
| 2007 | Chaostheorie Columbia Records (Sony BMG)  | DE3 (15 Wo.)DE | AT17 (4 Wo.)AT | — | Erstveröffentlichung: 25. Mai 2007                           |
| 2010 | In Farbe Columbia Records (Sony)          | DE6 Gold · (34 Wo.)DE | AT24 (3 Wo.)AT | — | Erstveröffentlichung: 12. März 2010 Verkäufe: + 100.000      |
| 2013 | Immer in Bewegung Columbia Records (Sony) | DE9 ×2Doppelplatin · (98 Wo.)DE | AT3 Gold · (43 Wo.)AT | CH82 (5 Wo.)CH | Erstveröffentlichung: 20. September 2013 Verkäufe: + 407.500 |
| 2018 | Zimmer mit Blick Columbia Records (Sony)  | DE2 Gold · (31 Wo.)DE | AT3 (9 Wo.)AT | CH15 (4 Wo.)CH | Erstveröffentlichung: 13. April 2018 Verkäufe: + 100.000     |
| 2021 | Neu erzählen Columbia Records (Sony)      | DE2 (10 Wo.)DE | AT18 (1 Wo.)AT | CH56 (1 Wo.)CH | Erstveröffentlichung: 8. Oktober 2021                        |

### Livealben
| Jahr | Titel Musiklabel                                    | Höchstplatzierung, Gesamtwochen, AuszeichnungChartplatzierungen (Jahr, Titel, Musiklabel, Platzierungen, Wochen, Auszeichnungen, Anmerkungen) | Höchstplatzierung, Gesamtwochen, AuszeichnungChartplatzierungen (Jahr, Titel, Musiklabel, Platzierungen, Wochen, Auszeichnungen, Anmerkungen) | Höchstplatzierung, Gesamtwochen, AuszeichnungChartplatzierungen (Jahr, Titel, Musiklabel, Platzierungen, Wochen, Auszeichnungen, Anmerkungen) | Anmerkungen                                               |
| Jahr | Titel Musiklabel                                    | DE | AT | CH | Anmerkungen                                               |
| ---- | --------------------------------------------------- | --- | --- | --- | --------------------------------------------------------- |
| 2015 | MTV Unplugged in drei Akten Columbia Records (Sony) | DE2 Platin · (47 Wo.)DE | AT6 (12 Wo.)AT | CH19 (4 Wo.)CH | Erstveröffentlichung: 9. Oktober 2015 Verkäufe: + 200.000 |

### EPs
| Jahr | Titel Musiklabel                         | Anmerkungen                        |
| ---- | ---------------------------------------- | ---------------------------------- |
| 2020 | Zuhause Sessions Columbia Records (Sony) | Erstveröffentlichung: 29. Mai 2020 |

## Singles
| Jahr | Titel Album                                                    | Höchstplatzierung, Gesamtwochen, AuszeichnungChartplatzierungen (Jahr, Titel, Album, Platzierungen, Wochen, Auszeichnungen, Anmerkungen) | Höchstplatzierung, Gesamtwochen, AuszeichnungChartplatzierungen (Jahr, Titel, Album, Platzierungen, Wochen, Auszeichnungen, Anmerkungen) | Höchstplatzierung, Gesamtwochen, AuszeichnungChartplatzierungen (Jahr, Titel, Album, Platzierungen, Wochen, Auszeichnungen, Anmerkungen) | Anmerkungen                                                                                           |
| Jahr | Titel Album                                                    | DE | AT | CH | Anmerkungen                                                                                           |
| ---- | -------------------------------------------------------------- | --- | --- | --- | --- |
| 2005 | Generation Rock Revolverheld                                   | DE58 (9 Wo.)DE | — | — | Erstveröffentlichung: 6. Juni 2005                                                                    |
| 2005 | Die Welt steht still Revolverheld                              | DE16 (11 Wo.)DE | AT44 (10 Wo.)AT | — | Erstveröffentlichung: 5. September 2005                                                               |
| 2006 | Freunde bleiben Revolverheld                                   | DE14 (14 Wo.)DE | AT13 (15 Wo.)AT | CH51 (4 Wo.)CH | Erstveröffentlichung: 3. Februar 2006 Liveversion: 1. Oktober 2019                                    |
| 2006 | Mit dir chill’n Revolverheld                                   | DE17 (13 Wo.)DE | AT27 (11 Wo.)AT | — | Erstveröffentlichung: 23. Juni 2006                                                                   |
| 2007 | Ich werd die Welt verändern Chaostheorie                       | DE21 (9 Wo.)DE | AT68 (2 Wo.)AT | — | Erstveröffentlichung: 27. April 2007                                                                  |
| 2007 | Du explodierst Chaostheorie                                    | DE70 (1 Wo.)DE | — | — | Erstveröffentlichung: 27. Juli 2007 Verkäufe: 5.555 (limitiert)                                       |
| 2007 | Unzertrennlich Chaostheorie                                    | DE45 (9 Wo.)DE | — | — | Erstveröffentlichung: 14. September 2007                                                              |
| 2008 | Helden 2008 Chaostheorie (Re-Edition)                          | DE2 (11 Wo.)DE | AT57 (1 Wo.)AT | — | Erstveröffentlichung: 23. Mai 2008                                                                    |
| 2010 | Spinner In Farbe                                               | DE13 Gold · (19 Wo.)DE | AT69 (2 Wo.)AT | — | Erstveröffentlichung: 26. Februar 2010 Verkäufe: + 150.000                                            |
| 2010 | Keine Liebeslieder In Farbe                                    | DE74 (2 Wo.)DE | — | — | Erstveröffentlichung: 30. Juli 2010                                                                   |
| 2010 | Halt dich an mir fest In Farbe (Re-Edition)                    | DE8 Platin · (49 Wo.)DE | AT21 (31 Wo.)AT | CH40 (4 Wo.)CH | Erstveröffentlichung: 5. November 2010 Verkäufe: + 300.000; feat. Marta Jandová                       |
| 2013 | Das kann uns keiner nehmen Immer in Bewegung                   | DE10 Gold · (19 Wo.)DE | AT51 (4 Wo.)AT | — | Erstveröffentlichung: 30. August 2013 Unplugged: 31. Juli 2015 (feat. Rea Garvey) Verkäufe: + 150.000 |
| 2014 | Ich lass für dich das Licht an Immer in Bewegung               | DE7 Platin · (53 Wo.)DE | AT3 Gold · (37 Wo.)AT | CH48 (1 Wo.)CH | Erstveröffentlichung: 31. Januar 2014 Verkäufe: + 315.000                                             |
| 2014 | Lass uns gehen Immer in Bewegung                               | DE4 Gold · (35 Wo.)DE | AT39 (7 Wo.)AT | — | Erstveröffentlichung: 15. Juli 2014 Verkäufe: + 150.000                                               |
| 2015 | Deine Nähe tut mir weh Immer in Bewegung                       | DE88 (1 Wo.)DE | — | — | Erstveröffentlichung: 27. Februar 2015                                                                |
| 2015 | Sommer in Schweden (Unplugged) MTV Unplugged in drei Akten     | — | — | — | Erstveröffentlichung: 14. August 2015 feat. Johannes Oerding                                          |
| 2015 | Darf ich bitten (Unplugged) MTV Unplugged in drei Akten        | — | — | — | Erstveröffentlichung: 11. September 2015 feat. Das Bo                                                 |
| 2017 | Das Herz schlägt bis zum Hals Zimmer mit Blick                 | — | — | — | Erstveröffentlichung: 1. Dezember 2017                                                                |
| 2018 | Immer noch fühlen Zimmer mit Blick                             | DE95 (1 Wo.)DE | — | — | Erstveröffentlichung: 2. März 2018                                                                    |
| 2018 | Zimmer mit Blick                                               | — | — | — | Erstveröffentlichung: 29. März 2018                                                                   |
| 2018 | Liebe auf Distanz –                                            | — | — | — | Erstveröffentlichung: 7. September 2018 feat. Antje Schomaker                                         |
| 2019 | So wie jetzt Zimmer mit Blick                                  | — | — | — | Erstveröffentlichung: 15. Februar 2019                                                                |
| 2019 | Ich kann nicht aufhören unser Leben zu lieben Zimmer mit Blick | — | — | — | Erstveröffentlichung: 31. Mai 2019                                                                    |
| 2019 | Unsere Geschichte ist erzählt Zimmer mit Blick                 | — | — | — | Erstveröffentlichung: 13. Dezember 2019                                                               |
| 2020 | Leichter Neu erzählen                                          | — | — | — | Erstveröffentlichung: 11. September 2020                                                              |
| 2021 | Abreißen Neu erzählen                                          | — | — | — | Erstveröffentlichung: 12. März 2021                                                                   |
| 2021 | Neu erzählen                                                   | — | — | — | Erstveröffentlichung: 27. August 2021                                                                 |
| 2021 | Na ihr wisst schon Neu erzählen                                | — | — | — | Erstveröffentlichung: 7. Oktober 2021 feat. The Night Game                                            |
| 2022 | Die Einzigen –                                                 | — | — | — | Erstveröffentlichung: 3. Juni 2022 feat. Jennifer Haben                                               |
| 2022 | Wenn du jetzt hier wärst –                                     | — | — | — | Erstveröffentlichung: 30. September 2022                                                              |
| 2024 | Alors on danse –                                               | — | — | — | Erstveröffentlichung: 19. Januar 2024 Original: Stromae                                               |
| 2024 | Alles nie genug –                                              | — | — | — | Erstveröffentlichung: 21. Juni 2024 feat. Pimf                                                        |
| 2024 | Krieg mit mir selbst –                                         | — | — | — | Erstveröffentlichung: 28. Juni 2024 feat. Megaloh                                                     |
| 2024 | Einfach machen –                                               | — | — | — | Erstveröffentlichung: 5. Juli 2024                                                                    |

## Videoalben und Musikvideos

### Videoalben
| Jahr | Titel Musiklabel                                    | Höchstplatzierung, Gesamtwochen, AuszeichnungChartplatzierungen (Jahr, Titel, Musiklabel, Platzierungen, Wochen, Auszeichnungen, Anmerkungen) | Höchstplatzierung, Gesamtwochen, AuszeichnungChartplatzierungen (Jahr, Titel, Musiklabel, Platzierungen, Wochen, Auszeichnungen, Anmerkungen) | Höchstplatzierung, Gesamtwochen, AuszeichnungChartplatzierungen (Jahr, Titel, Musiklabel, Platzierungen, Wochen, Auszeichnungen, Anmerkungen) | Anmerkungen                                                                        |
| Jahr | Titel Musiklabel                                    | DE | AT | CH | Anmerkungen                                                                        |
| ---- | --------------------------------------------------- | --- | --- | --- | ---------------------------------------------------------------------------------- |
| 2015 | MTV Unplugged in drei Akten Columbia Records (Sony) | DE*DE | AT6 (2 Wo.)AT | CH9 (1 Wo.)CH | Erstveröffentlichung: 9. Oktober 2015 * Verkäufe werden dem Livealbum hinzuaddiert |

### Musikvideos
| Jahr | Titel                                         | Regie                                                 |
| ---- | --------------------------------------------- | ----------------------------------------------------- |
| 2005 | Generation Rock                               | Bernard Wedig                                         |
| 2005 | Die Welt steht still                          | Robert Bröllochs                                      |
| 2006 | Freunde bleiben                               | Robert Bröllochs                                      |
| 2006 | Mit dir chill’n                               | Tim Keul                                              |
| 2007 | Ich werd die Welt verändern                   |                                                       |
| 2007 | Du explodierst                                | Daniel Siegler                                        |
| 2007 | Unzertrennlich                                | Sharon Berkal                                         |
| 2008 | Helden 2008                                   | Bernd Katzmarczyk                                     |
| 2010 | Spinner                                       | Johannes Grebert                                      |
| 2010 | Keine Liebeslieder                            | Johannes Grebert                                      |
| 2010 | Halt dich an mir fest                         | Johannes Grebert                                      |
| 2013 | Das kann uns keiner nehmen                    | Paul Gerwien                                          |
| 2014 | Ich lass für dich das Licht an                |                                                       |
| 2014 | Wer weiß                                      | Andreas Z. Simon                                      |
| 2014 | Lass uns gehen                                | Patrick Wulf (Liveversion) / Kay Otto (Normalversion) |
| 2015 | Deine Nähe tut mir weh                        | Kim Frank                                             |
| 2017 | Das Herz schlägt bis zum Hals                 |                                                       |
| 2018 | Immer noch fühlen                             | Patrick Wulf                                          |
| 2018 | Zimmer mit Blick                              |                                                       |
| 2018 | Liebe auf Distanz                             |                                                       |
| 2019 | So wie jetzt                                  | Kim Frank                                             |
| 2019 | Ich kann nicht aufhören unser Leben zu lieben |                                                       |
| 2019 | Unsere Geschichte ist erzählt                 |                                                       |
| 2020 | Leichter                                      |                                                       |
| 2021 | Abreißen                                      | Bildreich Hamburg                                     |
| 2021 | Neu erzählen                                  | Bildreich Hamburg                                     |
| 2022 | Die Einzigen                                  |                                                       |
| 2022 | Wenn du jetzt hier wärst                      | Bildreich Hamburg                                     |
| 2024 | Alors on danse                                | Martin Hanebeck                                       |
| 2024 | Alles nie genug                               | Jakob Sinn                                            |
| 2024 | Einfach machen                                | Patrick Wulf, Malli Zeiseler                          |

## Hörbücher
| Jahr | Titel Musiklabel                                                       | Anmerkungen                       |
| ---- | ---------------------------------------------------------------------- | --------------------------------- |
| 2008 | Die Teufelskicker 12 – Teufelskicker & Revolverheld! Europa (Sony BMG) | Erstveröffentlichung: 9. Mai 2008 |

## Promoveröffentlichungen
| Jahr | Titel Album  | Anmerkungen                                                          |
| ---- | ------------ | -------------------------------------------------------------------- |
| 2013 | So wie neu – | Erstveröffentlichung: 10. September 2013 kostenloser Amazon-Download |

| Jahr | Titel Album           | Anmerkungen                              |
| ---- | --------------------- | ---------------------------------------- |
| 2007 | Chaostheorie Medley – | Erstveröffentlichung: 12. September 2007 |

## Sonderveröffentlichungen

### Alben
| Jahr | Titel Musiklabel                               | Anmerkungen                                                                       |
| ---- | ---------------------------------------------- | --------------------------------------------------------------------------------- |
| 2014 | Immer in Bewegung Tour Columbia Records (Sony) | Erstveröffentlichung: 21. November 2014 Teil von Immer in Bewegung (Tour Edition) |

| Jahr | Titel Musiklabel                                   | Anmerkungen                                                                 |
| ---- | -------------------------------------------------- | --------------------------------------------------------------------------- |
| 2008 | iTunes Live: Berlin Festival Sony Music (Sony BMG) | Erstveröffentlichung: 23. Mai 2008 Vertrieb exklusiv über iTunes            |
| 2008 | Famous 5 Sony Music (Sony BMG)                     | Erstveröffentlichung: 27. Oktober 2008 Teil der „Famous-5“-Reihe            |
| 2015 | Google Play EP Columbia Records (Sony)             | Erstveröffentlichung: 24. September 2015 Vertrieb exklusiv über Google Play |

| Jahr | Titel Musiklabel                   | Anmerkungen |
| ---- | ---------------------------------- | --- |
| 2015 | Album Collection Sony Music (Sony) | Erstveröffentlichung: 4. Dezember 2015 Teil der „Album-Collection“-Reihe; beinhaltet die ersten vier Studioalben |

### Lieder
| Jahr | Titel Album                                                 | Anmerkungen                                                           |
| ---- | ----------------------------------------------------------- | --------------------------------------------------------------------- |
| 2009 | Was geht (Version 2009) A Tribute to Die Fantastischen Vier | Erstveröffentlichung: 7. August 2009 Original: Die Fantastischen Vier |
| 2013 | Die alte Hühnermutter Giraffenaffen 2                       | Erstveröffentlichung: 18. Oktober 2013                                |
| 2014 | Wer weiß Dein Song 2014                                     | Erstveröffentlichung: 4. April 2014 mit Philipp Göhring               |

| Jahr | Titel Soundtrack zu                                   | Anmerkungen                             |
| ---- | ----------------------------------------------------- | --------------------------------------- |
| 2017 | Das Herz schlägt bis zum Hals Dieses bescheuerte Herz | Erstveröffentlichung: 21. Dezember 2017 |

### Videoalben
| Jahr | Titel Musiklabel                                   | Anmerkungen                                                                          |
| ---- | -------------------------------------------------- | ------------------------------------------------------------------------------------ |
| 2008 | Chaostheorie Columbia Records (Sony BMG)           | Erstveröffentlichung: 6. Juni 2008 Teil von Chaostheorie (Re-Edition)                |
| 2010 | Live @ Große Freiheit 2010 Columbia Records (Sony) | Erstveröffentlichung: 19. November 2010 Teil von In Farbe (Re-Edition)               |
| 2013 | Immer in Bewegung Tour Columbia Records (Sony)     | Erstveröffentlichung: 20. September 2013 Teil von Immer in Bewegung (Deluxe Edition) |

## Statistik

### Chartauswertung
|                     | DE    | AT    | CH    |
| ------------------- | ----- | ----- | ----- |
| Nummer-eins-Alben   | DE—DE | AT—AT | CH—CH |
| Top-10-Alben        | DE7DE | AT3AT | CH—CH |
| Alben in den Charts | DE7DE | AT7AT | CH4CH |

|                       | DE     | AT     | CH    |
| --------------------- | ------ | ------ | ----- |
| Nummer-eins-Singles   | DE—DE  | AT—AT  | CH—CH |
| Top-10-Singles        | DE5DE  | AT1AT  | CH—CH |
| Singles in den Charts | DE16DE | AT10AT | CH3CH |

### Auszeichnungen für Musikverkäufe
Anmerkung: Auszeichnungen in Ländern aus den Charttabellen bzw. Chartboxen sind in ebendiesen zu finden.
| Land/RegionAuszeichnungen für Musikverkäufe (Land/Region, Auszeichnungen, Verkäufe, Quellen) | Gold     | Platin     | Verkäufe  | Quellen           |
| -------------------------------------------------------------------------------------------- | -------- | ---------- | --------- | ----------------- |
| Deutschland (BVMI)                                                                           | 5× Gold5 | 6× Platin6 | 2.050.000 | musikindustrie.de |
| Österreich (IFPI)                                                                            | 2× Gold2 | —          | 22.500    | ifpi.at           |
| Insgesamt                                                                                    | 7× Gold7 | 6× Platin6 |           |                   |